# Mars (månad)
Mars är årets tredje månad i den gregorianska kalendern och har 31 dagar. Den innehåller årets 60:e till 90:e dag (61:a till 91:a vid skottår). Namnet kommer av lat. Martius, helgad åt stridsguden Mars, som var Roms specielle beskyddare, i romersk mytologi.
Före år 153 f.Kr. var den årets första månad i den romerska kalendern då den som många andra forntida kalendrar räknade vårdagjämningen den 21/22 mars som nyåret.
Mars kallades förr i Sverige för vårmånad (se gammelnordiska kalendern), i Danmark tordmåned (av guden Tors namn) och i de flesta slaviska språken för "björkmånad".

## Det händer i mars

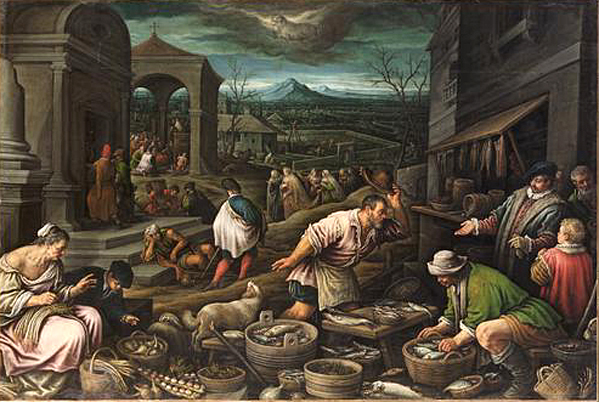
Mars, Leandro Bassano.

### Högtider
- Internationella kvinnodagen sker den 8 mars
- Persiskt nyår firas den 21 mars (samma dag som vårdagjämningen).
- Kurdiskt nyår firas den 21 mars
- Pakistan Day firas den 23 mars i Pakistan.
- Jungfru Marie bebådelsedag[2] firas den 25 mars. Samma dag firas Våffeldagen.[3]

### Sport
- I Danmark fortsätter Superligaen i fotboll igen, efter vintervilan.
- I Sverige pågår slutspel i regel i de sporter vars serier utövas under vintersäsongen. Inom skidsport brukar världscuperna avslutas. Svenska bandyfinalen och Vasaloppet är två välkända sporthändelser i Sverige denna månad.

### Arrangemang
- Melodifestivalens turné brukar avslutas under den här månaden (sedan 2002).

## Samband
- Mars börjar på samma veckodag som november och även samma veckodag som februari om det inte är skottår.